# Søholm (Køng Sogn)
 For alternative betydninger, se Søholm. (Se også artikler, som begynder med Søholm)
Søholm er en gammel hovedgård, som allerede nævnes i 1443. Søholm er nu en avlsgård under Krengerup Gods. Gården ligger i Køng Sogn, Båg Herred, Assens Kommune. Hovedbygningen er opført i 1855-1858.
Søholm er på 224 hektar

## Ejere af Søholm
- (1443-1460) Johannes Boesen Gyrstinge
- (1460-1535) Ukendt Ejere
- (1535-1573) Philip Heidersdorf
- (1573-1600) Gabriel Skinkel
- (1600-1610) Anne Ottosdatter Rantzau gift Skinkel
- (1610-1641) Niels Skinkel
- (1641-1665) Hilleborg Jørgensdatter von Ascherslevben gift Skinkel
- (1665-1691) Morten Nielsen Skinkel
- (1691-1695) Anne Cathrine Pedersdatter Charisius gift Skinkel
- (1695) Anna Barbara Sophie Charisius gift von Kaphengst
- (1695-1711) Augustus von Kaphengst
- (1711-1745) Anna Barbara Sophie Charisius gift von Kaphengst
- (1745-1750) Christian Stockfleth
- (1750-1768) Christiane Christiansdatter Stockfleth gift Holck
- (1768-1770) Frederik Vilhelm Conrad Holck
- (1770-1772) Christian Schøller
- (1772-1776) Peder Hellesen
- (1776-1822) Frederik Sigfred Rantzau
- (1822-1851) Carl Frederik Rantzau
- (1851-1891) Carl Frederik Rantzau
- (1891-1909) Carl Frederik Rantzau
- (1909-1946) Jens Christian Rantzau
- (1946-1953) Fanny Sophie Karen Margrethe Brockenhuus-Schack gift Rantzau
- (1953-1989) Agnes Clara Minna Jensdatter Rantzau gift Tersling
- (1989-2000) Eric Hilmar Tersling
- (2000-2009) Carl Iver Rantzau
- (2009-) Carl Johan Ulrik Rantzau